# گندمان (بوکان)
گندمان (بوکان)، روستایی از توابع بخش مرکزی شهرستان بوکان در استان آذربایجان غربی ایران است.

## جمعیت
این روستا در دهستان ایل‌گورک قرار دارد و براساس سرشماری مرکز آمار ایران در سال ۱۳۸۵، جمعیت آن ۱۳۴ نفر (۲۵ خانوار) بوده‌است.
این روستا در زمان قدیم توسط شخصی به نام «خیله آلی» بنیاد گزاری شده‌است. گندمان یکی از دور افتاده‌ترین روستاهای شهرستان بوکان است که در ۷۵ کیلومتری از این شهرستان و در ۴۰ کیلومتری از شهرستان سردشت واقع شده‌است. گندمان به علت قرار گرفتن در بین کوه‌های کپری و کوه سیاه (کیوه ره ش) آب وهوای سرد کوهستانی دارد.